# Janez Tavčar (škof)
Janez Tavčar, tudi Tautscher, slovenski rimskokatoliški duhovnik in ljubljanski škof, * okoli leta 1544, † 24. avgust 1597, Gradec.

## Življenje in delo
Tavčar se je rodil okoli leta 1544 kmečki družini v Štanjelu (po splošnem mnenju, oziroma po ljudskem izročilu pa v Dutovljah oz. Krepljah|), umrl v Gradcu, pokopan pa je v Gornjem Gradu. Na Dunaju, kjer je študiral bogoslovje je bil Tavčar vpisan kot »de Sancto Michaele Carnus« in »Goritiensis«, nedvomno torej bližnji rojak svojih prednikov ljubljanskih škofov U. Textorja in Konrada Glušiča. Sveto mašniško posvečenje je prejel 27. marca 1569. Od 1571 je bil župnik v Komnu (za K. Glušičem), od 1574 mestni župnik v Gorici, od 1577 tu arhidiakon oglejskega patriarhata, od 1578 pa reformacijski komisar za dekanijo Kranj. Po smrti škofa Radliča je 1. marca 1580 predlagal nadvojvoda Karel  Tavčarja za ljubljanskega škofa, brez ugovora je bil že 20. maja potrjen in prejel avgusta 1580 škofovsko posvečenje, prvo škofovsko opravilo je imel 30. oktobra 1580 v Gornjem Gradu. Tavčar je v Ljubljani bival le malokdaj. Škofijo je v prvih letih upravljal iz svoje rezidence v Gornjem Gradu. Dne 24. septembra 1584 ga je nadvojvoda Karel imenoval za svojega svetnika in deželnega namestnika v Gradcu, kar je še stopnjevalo Tavčerjeva bivanje zunaj škofije. Pred smrtjo je Tavčar za naslednika priporočil nadvojvodi Ferdinandu ljubljanskega stolnega dekana in pridigarja Hrena. Umrl je v Gradcu, po smrti so truplo prepeljali v Gornji Grad, kjer so ga pokopali, škof Hren pa je dal postaviti nagrobnik. 